# Liste der Staatsstreiche in Thailand
Diese Liste führt erfolgreiche und versuchte Putsche und Staatsstreiche auf, die in Thailand beziehungsweise in dessen Vorgängerstaat Siam stattfanden.

## Liste

### Bis 1932
Bis 1932 war Siam eine absolute Monarchie.
| Beginn        | Beschreibung                                             | Erfolg      | Bemerkungen | Quellen                       |
| ------------- | -------------------------------------------------------- | ----------- | --- | ----------------------------- |
| 1. Jan. 1688  | Siamesische Revolution von 1688                          | erfolgreich | Eine schwere Erkrankung König Narais wurde zum Anlass genommen, in einem Staatsstreich den Leiter des Elefanten-Ministeriums als König Phetracha auf den Thron zu setzen. Narais Kanzler, der Grieche Constantine Phaulkon, wurde hingerichtet, die Franzosen mussten ihre Einrichtungen unter Zurücklassung zahlreicher Geiseln aufgeben und jegliche missionarischen Aktivitäten wurden verboten. | [ 1 ] [ 2 ] [ 3 ] [ 4 ] [ 5 ] |
| 13. Jan. 1912 | Palastrevolte                                            | gescheitert | Mehrere Armeeoffiziere unter der Führung von Khun Thuayhanpitak versuchten, die absolute Monarchie unter König Vajiravudh (Rama VI.) zu stürzen. Yut Khongyu, der Mitverschwörer, der per Losentscheid auserkoren war, den König zu ermorden, verriet stattdessen den Plan. Drei Putschisten wurden hingerichtet und viele andere zu langjährigen Haftstrafen verurteilt.                           | [ 6 ]                         |
| 1917          | Putschversuch                                            | gescheitert | Abgebrochen. | [ 7 ]                         |
| 24. Juni 1932 | Staatsstreich in Siam 1932 (oder Siamesische Revolution) | erfolgreich | Ein Kreis von Offizieren, Intellektuellen und Bürokraten namens Khana Ratsadon („Volkspartei“), unterstützt von einigen Militärs, stürzte die letzte absolute Monarchie unter König Prajadhipok (Rama VII.) in einem nahezu gewaltlosen Putsch und wandelte sie in eine Konstitutionelle Monarchie um.                                                                                              | [ 8 ] [ 9 ]                   |

### 1933 bis 1946
Seit dem 24. Juni 1932 ist Siam, bzw. dessen Nachfolger Thailand, eine konstitutionelle Monarchie.
| Beginn        | Beschreibung                | Erfolg                  | Bemerkungen | Quellen |
| ------------- | --------------------------- | ----------------------- | --- | ------- |
| 1. Apr. 1933  | Staatsstreich der Regierung | kurzfristig erfolgreich | Der erste Premierminister Phraya Manopakorn Nititada und sein Kabinett lösten die Nationalversammlung auf und setzte die erst vier Monate alte Verfassung teilweise außer Kraft. Dies war eine Reaktion auf den Ökonomischen Plan von Pridi Phanomyong, der radikale wirtschaftliche und soziale Reformen vorgeschlagen hatte. Am nächsten Tag erließ die Regierung ein Gesetz gegen kommunistische Umtriebe, das gegen Pridi und seine Unterstützer gerichtet war und diese von der Macht ausschließen sollte. Pridi verließ das Land und ging ins Exil nach Frankreich. Zahlreiche einflussreiche Offiziere und Zivilisten der „Volkspartei“ zeigten jedoch weiterhin Sympathie für ihn, die erhoffte Unterstützung für Phraya Manopakorn blieb weitgehend aus. | [ 10 ]  |
| 20. Juni 1933 | Putsch in Siam 1933         | erfolgreich             | Putsch der jüngeren Offiziere der „Volkspartei“ unter der Führung von Oberst Phraya Phahon Phonphayuhasena gegen Ministerpräsident Phraya Manopakorn Nititada, der ein Jahr nach der Einführung der konstitutionellen Monarchie das Parlament geschlossen und die Verfassung teilweise wieder außer Kraft gesetzt hatte. | [ 11 ]  |
| 11. Okt. 1933 | Boworadet-Rebellion         | gescheitert             | Prinz Boworadet, ein Mitglied der königlichen Familie, scheiterte bei dem Versuch, die Auswirkungen der Revolution von 1932 rückgängig zu machen. | [ 12 ]  |
| 3. Aug. 1935  | Rebellion der Feldwebel     | gescheitert             | Dieser abgebrochene Putschversuch war der einzige Putschversuch in der thailändischen Geschichte, der von Unteroffizieren geführt wurde. Die Feldwebel waren unzufrieden mit der Regierung von Phraya Phahon. Sie fühlten sich in ihrem Lebensstandard und ihrem Status von den höheren Offizieren missachtet. Einige unter den Verschwörern planten, Ministerpräsident Phraya Phahon und Verteidigungsminister Phibunsongkhram als Geiseln zu nehmen, andere wollten sogar hohe Offiziere und Regierungsmitglieder umbringen. Nach dem Scheitern des Plans wurde der Anführer der Aufständischen, Feldwebel Sawat Mahamad, zum Tode verurteilt. | [ 13 ]  |

### 1946 bis 1975
Am 9. Juni 1946 starb König Ananda Mahidol (Rama VIII.) und am 5. Mai 1950 fand die Krönung von Bhumibol Adulyadej statt.
| Beginn        | Beschreibung                                                | Erfolg      | Bemerkungen | Quellen              |
| ------------- | ----------------------------------------------------------- | ----------- | --- | -------------------- |
| 8. Nov. 1947  | Putsch in Thailand 1947                                     | erfolgreich | Die „Coup-Gruppe“ um Generalleutnant Phin Choonhavan und Oberst Kat Katsongkhram zwangen Thawan Thamrongnawasawat zum Rücktritt. Thawal musste anschließend ins Exil nach Hongkong gehen. Der Putsch setzte einer dreijährigen konstitutionell-demokratischen Phase ein Ende, die von politischer Instabilität und wirtschaftlicher Unsicherheit geprägt war. Es folgte wieder langjährige Militärherrschaft. | [ 14 ] [ 15 ]        |
| 6. Apr. 1948  | Staatsstreich im April 1948                                 | erfolgreich | Die „Coup-Gruppe“ zwang den zwischenzeitlich regierenden zivilen Ministerpräsidenten Khuang Aphaiwong von der Demokratischen Partei unter Gewaltandrohung zum Rücktritt. Feldmarschall Plaek Phibunsongkhram kehrte an die Regierungsspitze zurück | [ 16 ]               |
| 1. Okt. 1948  | Generalstabsputsch von 1948                                 | gescheitert | Eine Reihe Generalstabsmitglieder der Armee planten, auf einer am 1. Oktober angesetzten Geburtstagsfeier von Sarit Thanarat Premierminister Phibunsongkhram zu verhaften. Ihr Plan wurde im Vorfeld aufgedeckt und etwa fünfzig Personen wurden verhaftet. | [ 17 ]               |
| 26. Feb. 1949 | Putschversuch („Wang-Luang-“ oder „Grand-Palace-Rebellion“) | gescheitert | Pridi Phanomyong reiste verdeckt aus dem Exil nach Thailand und versuchte, gemeinsam mit Marineangehörigen, Phibunsongkhram zu stürzen und eine hauptsächlich zivile Regierung einzusetzen. Die Putschisten eroberten eine Radiostation und eine Gruppe von Studenten besetzte den Großen Palast. Der Staatsstreich scheiterte, aber die Planer konnten über den Mae Nam Chao Phraya entkommen. | [ 18 ] [ 19 ]        |
| 29. Juni 1951 | Manhattan-Putsch                                            | gescheitert | Bei einer Zeremonie zur Übergabe der Manhattan, eines Baggerschiffs, von den Vereinigten Staaten an Thailand, entführte eine Gruppe junger Marineoffiziere Premierminister Phibunsongkhram und hielt ihn auf dem Flaggschiff Si Ayutthaya als Geisel. Später eroberten sie das Marinehauptquartier und die Marineradiostation. Der Putsch scheiterte nach 36 Stunden. Bei den Kämpfen töteten Polizei und Militär etwa 1200 Menschen (hauptsächlich Zivilisten) und verletzten zusätzliche 1800. Phibun konnte sich unverletzt aus der Hand seiner Entführer befreien und rettete sich schwimmend an Land. | [ 20 ] [ 21 ]        |
| 29. Nov. 1951 | Stummer Staatsstreich von 1951                              | erfolgreich | Nach dem erfolglosen Umsturzversuch vom Juni desselben Jahres konsolidierte die Armee ihre Macht, setzte die weniger demokratische Verfassung von 1932 wieder ein und erzwang eine Regierungsumstellung. Während sich der junge König Bhumibol Adulyadej in der Schweiz befand, setzten sie Premierminister Phibunsongkhram persönlich unter Druck. Dieser nahm, nach anfänglichen Zögern, das Amt des Premierministers einer provisorischen Regierung an. |                      |
| 16. Sep. 1957 | Putsch in Thailand 1957                                     | erfolgreich | Sarit Thanarat putschte sich unblutig an die Macht und zwang Phibunsongkhram, dem Selbstherrlichkeit, Wahlbetrug und mangelnder Respekt vor der Monarchie vorgeworfen wurden, ins Exil. Anschließend wurde eine zivile Übergangsregierung unter Pote Sarasin eingesetzt und Wahlen abgehalten. | [ 22 ] [ 23 ] [ 24 ] |
| 20. Okt. 1958 | Putsch (Revolution von Sarit Thanarat)                      | erfolgreich | Nach dem Putsch von 1957 hatten die Militärs eine Regierung eingesetzt, die im verfassungsmäßigen Rahmen agierte, und Wahlen abhalten lassen. Die Regierung von General Thanom Kittikachorn war mit öffentlicher Kritik und Widerständen konfrontiert. Daraufhin führte Feldmarschall Sarit Thanarat eine autoritäre „Revolution“ durch. Er setzte die Verfassung außer Kraft und errichtete eine direkte Militärherrschaft. | [ 25 ] [ 26 ]        |
| 17. Nov. 1971 | Thanom Kittikachorn putschte sich zum Alleinherrscher       | erfolgreich | Premierminister Thanom Kittikachorn löste das Parlament auf, rief das Kriegsrecht aus und konzentrierte die gesamte Macht auf seine Person. Er begründete den Staatsstreich mit der vermuteten, inneren Zersetzung Thailands und der Gefahren durch die kommunistische Guerillabewegung. | [ 27 ]               |

### Seit 1976
Am  6. Oktober 1976 fand das Massaker an der Thammasat-Universität statt. Es gilt als einschneidendes Ereignis in der Geschichte Thailands.
| Beginn        | Beschreibung                                                   | Erfolg      | Bemerkungen | Quellen                     |
| ------------- | -------------------------------------------------------------- | ----------- | --- | --------------------------- |
| 6. Okt. 1976  | Militärputsch                                                  | erfolgreich | Nach dem Massaker an der Thammasat-Universität, bei dem mindestens 46 demonstrierende Studenten und Demokratieaktivisten getötet wurden, übernahm am Abend des 6. Oktober der „National Administrative Reform Council“ unter Sangad Chaloryu die Macht. Auslöser der Proteste war die Rückkehr der 1973 entmachteten und exilierten Militärdiktatoren Thanom Kittikachorn und Praphas Charusathien nach Thailand. Zwei Tage später ernannte der König den Richter Thanin Kraivichien zum Ministerpräsidenten. | [ 28 ] [ 29 ]               |
| 26. März 1977 | Putschversuch                                                  | gescheitert | Der aus dem Dienst entlassene und in den Mönchsstand getretene General Chalard Hiranyasiri unternahm mit 300 Soldaten der 9. Heeresdivision einen Umsturzversuch. Sie wollten den von ihnen als unfähig eingeschätzten Ministerpräsidenten Thanin Kraivichien stürzen. Sie besetzten den Sitz des Operationskommandos für Innere Sicherheit (ISOC) und erschossen dabei den kommandierenden General der Ersten Armeeregion, Aroon Thawathasin, der sich gegen den Putsch stellte. Über Radio Thailand, dessen Sender sie ebenfalls eingenommen hatten, verbreiteten sie Anordnungen ihres „Revolutionsrats“ und forderten andere Einheiten auf, sich der Rebellion anzuschließen. Die Unterstützung blieb jedoch aus. Stattdessen umstellten der Regierung loyale Einheiten unter Verteidigungsminister Sangad Chaloryu das Gebäude, bis die Rebellen aufgaben. Chalard war dann auch der einzige hochrangige Offizier in der thailändischen Geschichte, der infolge eines Putschversuchs zum Tode verurteilt und hingerichtet wurde. Die übrigen Verschwörer wurden zu langjährigen Haftstrafen verurteilt. | [ 7 ] [ 30 ]                |
| 20. Okt. 1977 | Militärputsch                                                  | erfolgreich | Der vom König bevorzugte, aber sowohl in der Bevölkerung als auch im Militär äußerst unbeliebte, weil stark ideologisch anstatt pragmatisch regierende, Ministerpräsident Thanin Kraivichien wurde vom Militär unter der Führung von Admiral Sangad Chaloryu und General Kriangsak Chomanan entmachtet. Kriangsak versprach anschließend die Aufhebung des Kriegsrechts, Pressefreiheit und die Normalisierung der Beziehungen zu den kommunistischen Nachbarstaaten, China und der Sowjetunion, um die Nation zu versöhnen. Er versuchte auch, das von der Weltbank angeprangerte Armutsproblem anzugehen. | [ 31 ]                      |
| 1. Apr. 1981  | Putschversuch der „Jungtürken“ (engl. auch April Fool’s coup)  | gescheitert | Eine Gruppe von Absolventen des siebten Jahrgangs der Chulachomklao-Militärakademie (Abschlussklasse 1960) versuchte, die Regierung von General Prem Tinsulanonda zu stürzen. Die „Jungtürken“, die Prem zunächst unterstützt hatten, waren nach kurzer Zeit von seiner Regierungsführung enttäuscht. Sie warfen ihm politische Schwäche und die Beförderung von unfähigen und korrupten Offizieren, die in der Gunst des Palasts standen, vor. Der König stellte sich jedoch deutlich auf die Seite von Prem und der Putsch scheiterte. | [ 32 ] [ 33 ] [ 34 ] [ 11 ] |
| 9. Sep. 1985  | Putschversuch der Jungtürken                                   | gescheitert | Die „Jungtürken“ versuchten erneut, die Regierung Prem zu stürzen, als dieser auf Staatsbesuch in Indonesien war. Die Infanteriedivisionen, mit denen die Putschisten gerechnet hatten, schlossen sich jedoch nicht an und Prem konnte nach seiner Rückkehr aus Jakarta und 10-stündigen Verhandlungen den Putschversuch beenden. | [ 35 ] [ 7 ]                |
| 23. Feb. 1991 | Militärputsch                                                  | erfolgreich | Das so genannte National Peace Keeping Council (NPKC) unter der Führung von Suchinda Kraprayoon stürzte in einem gewaltsamen Staatsstreich die Regierung unter Chatichai Choonhavan, der sie ausufernde Korruption und Bereicherung vorwarfen. Darauf folgten Massenproteste die im Schwarzen Mai 1992 gipfelten und vom Militär niedergeschlagen wurden. | [ 36 ]                      |
| 19. Sep. 2006 | Absetzung von Thaksin Shinawatra                               | erfolgreich | Während sich Thaksin auf der UNO-Vollversammlung in New York City aufhielt, besetzten Einheiten von Polizei und Militär unter der Führung von Sonthi Boonyaratkalin die Hauptstadt. Thaksin blieb im Exil und die Junta setzte eine provisorische Regierung unter Ministerpräsident und Ex-General Surayud Chulanont ein, arbeitete eine neue Verfassung aus und ließ diese mittels eines Volksreferendums legitimieren. | [ 37 ] [ 38 ]               |
| 20. Mai 2014  | Politische Krise in Thailand 2013/2014#Staatsstreich der Armee | erfolgreich | Nachdem die Armee am 20. Mai im Zuge der seit Monaten anhaltenden Politischen Krise im Land das Kriegsrecht ausrief, gab General Prayuth Chan-ocha am 22. Mai bekannt, dass die Armee die Kontrolle über die Regierung übernimmt. Das Militär legitimierte und zementierte seine Macht in einer Interimsverfassung gültig seit dem 22. Juli 2014. | [ 39 ]                      |